# Allmänna råd
Allmänna råd är i Sverige en utveckling av en bestämelse i  föreskrift som beslutas av en central tillsynsmyndighet. 
Allmänna råd är inte bindande, men ger en vägledning till hur en bestämmelse i föreskrift kan uppfyllas. De ger generella rekommendationer om hur man tillämpar en föreskrift och anger hur någon kan eller bör handla i ett visst hänseende.
Det allmänna rådet är avsett att vara en hjälp för berörd verksamhet att förstå syftet med beastämmelse i  lag, förordning eller föreskrift. Tillsammans med omständigheterna i det enskilda fallet är det allmänna rådet underlag för en tillsynsmyndighets beslut om ett föreläggande eller ett förbud, och det beslutet är bindande för den det riktar sig till. Föreläggande är inte mot allmänna råd, de måste vara mot en bestämmelse i föreskrift, förordning eller lag.